# Анацин
«Анацин» (англ. Anacin) — торговая марка ряда анальгетиков, выпускаемых фармацевтической компанией Prestige Consumer Healthcare. Содержит аспирин и кофеин.

## История
Активное вещество было синтезировано Уильямом Найтомом (англ. William Milton Knight) и уже в 1916 году, как указано в патенте, использовано в качестве лекарственного средства. Оно поступило в продажу около 1930-х годов под брендом «Анацин» компании Bayer, став старейшим обезболивающим в США.
Изначально «Анацин» выпускался одноимённой компанией-производителем в Чикаго, однако вскоре права были приобретены Wyeth. Некоторые источники утверждают, что этот препарат был самым популярным в линейке этого производителя. В 2003 году права выкупила компания «Insight Pharmaceuticals».

## Маркетинг
Более 18 лет, с 1939 года, «Анацин» рекламировался в дневной опере Our Gal Sunday. Примерно в это же время, в 1940—1950 годы, выходила реклама препарата на радио. В ней утверждалось, что «Анацин» назначается многими врачами при неврите, невралгии и головной боли. Состав при этом не оговаривался. Диктор на радио упоминал, что средство может помочь при депрессии.
Многие эксперты считают, что рекламная кампания «Анацина» — один из лучших примеров маркетинга конца 1950-х годов, проводимых Россером Ривзом. Особые похвалы получили телевизионные ролики, в которых демонстрировались ситуации «сильной боли, напряжённости и давление».
«Анацин» был спонсором телесериалов «Любовь всей жизни», «Тайный шторм» и «Молодые и дерзкие» (на протяжении нескольких лет), а также первого сериала-ситкома, транслировавшегося в США, — «Мэри Кей и Джонни». В это время, в 1947 году, не было понятно, как хорошо подействует рекламная кампания на телевидении, поэтому руководство решило провести тест: первым 200 зрителям предложили пройти его, выполнившему первым подарили бесплатное зеркало. В результате акции было подано более 9 тыс. заявок, что означало в целом успешность мероприятия.

## Состав
Все препараты, производящиеся под торговой маркой «Анацин», относятся к анальгетикам. Существует два основных обозначения (состав на таблетку):
- Anacin Regular Strength — 400 мг аспирина и 32 мг кофеина;
- Anacin Max Strength — 500 мг аспирина и 32 мг кофеина.

## Побочные эффекты
Производители заявляют, что препарат может иметь ряд побочных эффектов, среди которых головокружение, изжога, чрезмерная раздражительность, тошнота, проблемы со сном и слухом.